# Karlštejn, Beroun
Karlštejn este un sat aflat în Regiunea Boemia Centrală a Republicii Cehe.
În 1952 a fost numit după Castelul Karlštejn.